# Sébastien de Montfalcon
Sébastien de Montfalcon (* 1489; † 1560 vermutlich in Virieu-le-Petit) war von 1517 bis zu seinem Tode Bischof von Lausanne. 

## Leben
Sébastien entstammte dem savoyischen Adelsgeschlecht der Herren von Montfalcon. Er war der Sohn von François, Herr von Pierre-Charve, und der Jacqueline de la Rochette. Er studierte in Basel und war Inhaber zahlreiche Benefizien, unter anderem war er Kommendatarabt von Ripaille. Papst Leo X. ernannte ihn 1513 zum Koadjutor seines Onkels Aymon de Montfalcon, dem er 1517 als Bischof von Lausanne folgte. Er bekämpfte die Reformation, die sich ab 1525 in der Waadt ausbreitete, musste aber nach der Eroberung der Waadt durch Bern im März 1536 Lausanne verlassen. Er versuchte eine bischöfliche Verwaltung in Freiburg zu errichten, scheiterte jedoch.